# E606号線
E606号線 (E606ごうせん、英: European route E606) はフランスにあり、アングレーム – ボルドーを結ぶ、欧州自動車道路のBクラス幹線道路。
- フランス
  - E603号線 – アングレーム
  - E05号線,E70号線,E72号線 – ボルドー